# Cryptonanus
Cryptonanus é um gênero marsupial da família dos didelfiídeos (Didelphidae). Anteriormente as espécies deste gênero pertenciam ao Gracilinanus, entretanto, Voss e colaboradores, demonstraram que o gênero era polifilético e elevaram o Cryptonanus como um gênero distinto. Os animais deste gênero são conhecidos vulgarmente em português como cuícas-pequenas ou catitas.

## Espécies
- Cryptonanus agricolai (Moojen, 1943)
- Cryptonanus chacoensis (Tate, 1931)
- Cryptonanus guahybae (Tate, 1931)
- †Cryptonanus ignitus (Díaz, Flores & Bárquez, 2002)
- Cryptonanus unduaviensis (Tate, 1931)